# Stowarzyszenie im. Ludwiga van Beethovena
Stowarzyszenie im. Ludwiga van Beethovena zostało powołane w Krakowie w 2003 roku przez Elżbietę Penderecką. Podstawowa działalność Stowarzyszenia wiąże się z organizacją Wielkanocnego Festiwalu Ludwiga van Beethovena oraz promowaniem muzyki poważnej. Stowarzyszenie było inicjatorem i wykonawcą także innych produkcji artystycznych, takich jak: Festiwal Pianistyczny w Warszawie (2003-2007), Festiwal Krzysztofa Pendereckiego (2008), wydarzenia kulturalne towarzyszące Nieformalnemu Szczytowi NATO w Krakowie (2009), koncert Julianny Awdiejewej, laureatki XVI Międzynarodowego Konkursu Pianistycznego im. Fryderyka Chopina, wraz z orkiestrą  New York Philharmonic w Lincoln Center w Nowym Jorku (2011). Na zaproszenie Stowarzyszenia im. Ludwiga van Beethovena koncertowały w Polsce takie orkiestry jak: Royal Philharmonic Orchestra pod dyrekcją Johna Axelroda, London Symphony Orchestra pod dyrekcją Walerija Giergijewa, Simón Bolívar Youth Orchestra of Venezuela pod dyrekcją Gustavo Dudamela czy Shanghai Symphony Orchestra pod dyrekcją Long Yu.
Od lipca 2008 w ramach Stowarzyszenia działa również Impresariat, reprezentujący polskich i zagranicznych instrumentalistów, śpiewaków i dyrygentów oraz Orkiestrę Akademii Beethovenowskiej.

## Misja
Oprócz podstawowego zadania, jakim jest organizowanie stałej imprezy cyklicznej tj. Wielkanocnego Festiwalu Ludwiga van Beethovena, działalność Stowarzyszenia ma na celu:
- promowanie muzyki poważnej
- upowszechnianie wiedzy o muzyce poważnej
- prowadzenie działalności wychowawczej i popularyzatorskiej w zakresie kultury
- kształcenie i promocję młodzieży uzdolnionej muzycznie
- ochronę muzycznego dziedzictwa narodowego
- promowanie muzyki jako narzędzia integracji międzynarodowej

Cele te realizowane są poprzez organizowanie koncertów, wystaw i innych imprez kulturalnych, wspieranie środowisk twórczych, prowadzenie działalności wydawniczej, informacyjno-promocyjnej i edukacyjno-szkoleniowej, naukowej i badawczej oraz współpracę władzami samorządowymi, państwowymi, sektorem gospodarczym, organizacjami pozarządowymi i środkami masowego przekazu.

## Członkowie
Adam Balas

Regina Chłopicka

Matylda Czekaj-Krasicka

Andrzej Giza

Krzysztof Ingarden

Robert Kabara

Jolanta Róża Kozłowska

Józef Lassota

Teresa Malecka

Elżbieta Penderecka

Krzysztof Penderecki

Magdalena Sroka

Marek Stachowski

Mariusz Tomasik

Mieczysław Tomaszewski

Joanna Wnuk-Nazarowa